# Четвертий міжльодовиковий період
«Четвертий міжльодовиковий період» (第四間氷期, Dai-Yon Kampyōki) — ранній науково-фантастичний роман японського письменника Кобо Абе, вперше опублікований у журналі Sekai від 1958 до 1959 року.

## Сюжет
У Радянському Союзі створено комп'ютер «Москва-1», здатний передбачити будь-яку подію. Як японську відповідь, професор Кацумі збудував комп'ютер «KEIGI-1», який може передбачати майбутнє окремої людини, використовуючи її оцифровану особистість. Коли Радянський Союз розробляє «Москва-2», який передбачає неминуче настання комунізму, це спричиняє протести з боку Сполучених Штатів. Вони вважають, що таке пророцтво загрожує міжнародній дружбі. Японський уряд обмежує розробку комп'ютерів-провидців. Намагаючись перевірити ефективність «KEIGI-1», Кацумі та його помічник Таномоґі вирішують обрати випадкову людину для передбачення її долі. Вони слідують за звичайним чоловіком, який відвідує свою коханку. Наступного дня цей чоловік виявляється мертвим, коханку визнала вину за його вбивство. Кацумі побоюється, що це призведе до викриття його роботи над комп'ютером. Він придумує прикриття: використати комп'ютер для зчитування спогадів загиблого та встановлення обставин його смерті.
У спогадах з'ясовується, що коханка чоловіка зробила аборт у лікарні, і їй за це заплатили 7000 єн. Таку ж платню за аборти отримували численні інші жінки. Професор починає отримувати погрози, але продовжує розслідування. Він оглядає одну з жінок, яка теж планує аборт, але її отруюють, що робить подальше розслідування неможливим. Але Кацумі згадує, що його дружина була в подібній ситуації і вирушає до свого знайомого Ямамото, що займається дослідами вирощення ссавців у штучному середовищі. Кацумі отримує передбачення про самого себе, що застерігає зупинитися.
Розуміючи, що його вб'ють аби приховати правду, Кацумі все продовжує. Він довідується від комп'ютера, що через очікуване підвищення рівня світового океану (Четвертий міжльодовиковий період) створено далекосяжну програму викрадення людських зародків у вагітних жінок і їхньої модифікації, щоб вони отримали зябра для життя під водою. У майбутньому не залишиться придатних для життя територій на суші; тому нові люди, названі акванами, житимуть у підводних поселеннях.

## Літературне значення
У третьому виданні «Енциклопедії наукової фантастики» автор і критик Джон Клют пише про «Міжльодовиковий період 4»: «Це складна історія, що розгортається в недалекому майбутньому Японії, якій загрожує танення полярних льодів. Головний герой, професор Кацумі, відповідав за розробку комп'ютерної/інформаційної системи, здатної передбачати поведінку людей. Фатально для нього, ця система пророкує його відмову діяти разом із однодумцями та урядом у напрямку створення генетично модифікованих дітей, пристосованих до життя в морі. Більша частина роману, оповіданого Кацумі, стосується філософського протистояння між його відмовою від майбутнього та свідомим уявленням комп'ютера про цю відмову й альтернативи їй. Психодрами, що виникли, включають таємниче вбивство та зарахування його ненародженої дитини до лав мутованих вододишних».
У своїй Візуальній енциклопедії наукової фантастики британський письменник і критик Браян Еш називає англійський переклад роману «плоским» і «невиразним», але зазначає, що це «не могло заглушити дива використання [Абе] біології для нападу на расизм у його самому корені, запитуючи, яким буде наше ставлення до тих, кого ми самі створюємо для життя в чужинських місцях проживання?».
Вчений Роберт Л. Трент пише про теми роману: «Генній інженерії вдається створити водну людину, але люди відчувають падіння власного почуття ідентичності як люди, оскільки після потопу лише водні люди будуть „людьми“. Як бачимо, криза відчуження та криза ідентичності викликають велике занепокоєння Абе Кобо».
У своєму вступі до двох есе Абе, опублікованих у випуску Science Fiction Studies за листопад 2002 року, Крістофер Болтон пише: «Робота Абе в 1950-х роках включала оповідання про роботів, анабіоз та відвідування інопланетян, але це була публікація 1959 року його роману Dai yon kanpyôki (Четвертий міжльодовиковий період, 1970), який ознаменував справжній поворотний момент для наукової фантастики в Японії. Включивши елементи жорсткої науки в масштабах, яких не намагався сягнути жоден японський письменник, Абе, проте, підштовхнув сюжет до тривожного, майже сюрреалістичного завершення. Низка критиків визнали „Четвертий міжльодовиковий період“ першим повнорозмірним науково-фантастичним романом у Японії та твором, який започаткував інтерес японців до цього жанру».